# Xa lộ Liên tiểu bang 55
Xa lộ Liên tiểu bang 55 (tiếng Anh: Interstate 55 hay viết tắt là I-55) là một xa lộ liên tiểu bang tại miền trung Hoa Kỳ. Chữ số lẽ của xa lộ cho biết rằng nó là một xa lộ liên tiểu bang chạy theo hướng bắc–nam. I-55 đi từ LaPlace, Louisiana tại Xa lộ Liên tiểu bang 10 đến thành phố Chicago tại Quốc lộ Hoa Kỳ 41. Biệt danh phổ biến nhất của xa lộ này là "double nickel" (có nghĩa là 2 đồng tiền kim loại 5 xu)
Đoạn đường của I-55 giữa thành phố Chicago và St. Louis được xây dựng như một xa lộ phụ cho Quốc lộ Hoa Kỳ 66. Nó vượt qua Sông Mississippi hai lần: một lần tại Memphis, Tennessee và lần nữa tại St. Louis, Missouri.

## Mô tả xa lộ
|           | dặm    | km       |
| --------- | ------ | -------- |
| LA        | 65,81  | 105,91   |
| MS        | 290,41 | 467,37   |
| TN        | 12,28  | 19,76    |
| AR        | 72,22  | 116,22   |
| MO        | 210,45 | 338,69   |
| IL        | 313,08 | 503,85   |
| Tổng cộng | 964,25 | 1.551,81 |

### Louisiana
Tại tiểu bang Louisiana, I-55 chạy gần 66 dặm (106 km) từ nam lên bắc, từ Xa lộ Liên tiểu bang 10 gần Laplace (25 dặm (40 km) phía tây thành phố New Orleans) đến ranh giới tiểu bang Mississippi gần thành phố Kentwood, Louisiana. Khoảng 1/3 quãng đường là trên Cầu vượt đầm Manchac.

### Mississippi
Tại tiểu bang Mississippi, I-55 chạy khoảng 290,5 dặm (467,5 km) từ ranh giới Louisiana gần thành phố Osyka, Mississippi đến Southaven trên ranh giới tiểu bang Tennessee, ngay phía nam thành phố Memphis. Các thành phố và thị trấn đáng chú ý mà I-55 đi qua hay đi gần sát là McComb, Jackson, và Grenada. Xa lộ này chạy song song với Quốc lộ Hoa Kỳ 51 trên con đường của nó gần như đi qua trung tâm tiểu bang Mississippi.

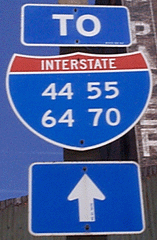
I-44/I-55/I-64/I-70 trên một biển chỉ dẫn trong phố chính St. Louis

I-55 trong vùng này đôi khi được gọi là Xa lộ Châu thổ Mississippi vì vị trí của nó nằm gần Sông Mississippi. Khoảng 8 dặm (13 km) đường từ Hernando đến ranh giới tiểu bang Tennessee trùng khớp với Xa lộ Liên tiểu bang 69 mới.

### Tennessee
I-55 tại tiểu bang Tennessee nằm hoàn toàn trong thành phố Memphis, đi qua các phần phía nam và bắc của thành phố và tạo thành một đường tránh khỏi khu vực phố chính cho những ai không muốn sử dụng I-240 và I-40 đi qua phố chính rồi vượt Sông Mississippi. Tuy nhiên, phần phía tây của xa lộ lại đi qua khu công nghiệp của thành phố có vô số các cầu có độ thông xe thấp.
I-255 từng là số củ của I-240 giữa I-55 và I-40 đi qua phố trung của thành phố Memphis, Tennessee.

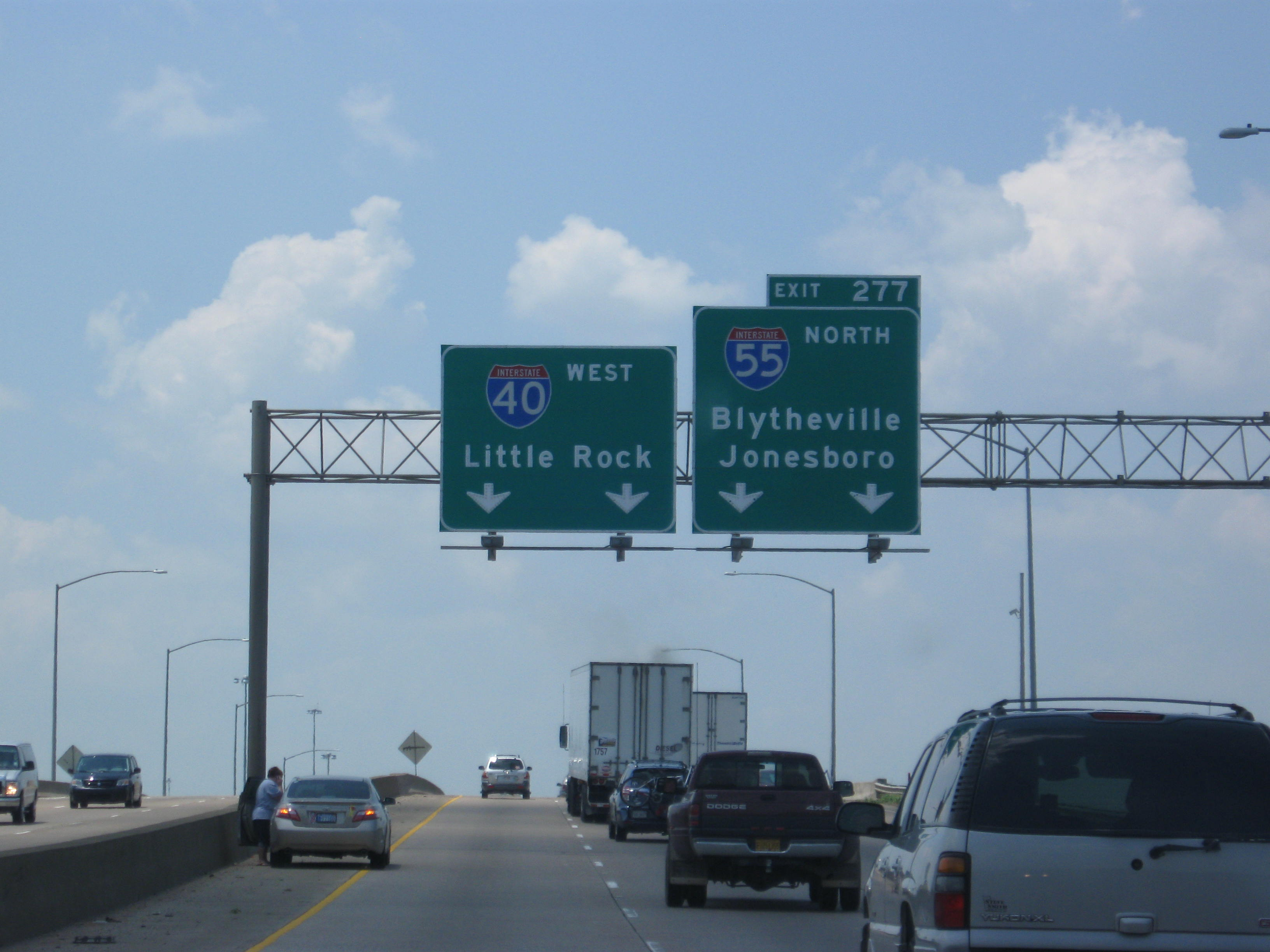
I-55 tách khỏi I-40 tại đây trong thành phố West Memphis và hướng về phía bắc đến Jonesboro và ranh giới tiểu bang Missouri.

### Arkansas
I-55 vào tiểu bang Arkansas từ Tennessee khi nó vượt Sông Mississippi bằng Cầu Memphis & Arkansas. Nó trùng với I-40 khoảng 2,8 dặm (4,5 km) tại West Memphis. Sau khi tách khỏi I-40, I-55 quay hướng bắc và chạy cùng với Quốc lộ Hoa Kỳ 61, Quốc lộ Hoa Kỳ 63, và Quốc lộ Hoa Kỳ 64 cho đến khi Quốc lộ Hoa Kỳ 64 tách ra và đi vào thành phố Marion. I-55/US 61/US 63 tiếp tục chạy theo hướng bắc qua Quận Crittenden băng qua các nông trại nằm trong vùng châu thổ Arkansas. Đoạn này có một nút giao thông khác mức với I-555/US 63 tại Turrell. I-55 đi qua Blytheville là nơi nó có một điểm giao cắt với Xa lộ Arkansas 18 trước khi đi vào tiểu bang Missouri. I-55 chạy song song với Quốc lộ Hoa Kỳ 61 trên suốt đoạn đường đi qua tiểu bang Arkansas. Nó tiếp tục như vậy sau khi đi vào tiểu bang Missouri.

### Missouri
Tại Missouri, I-55 chạy từ phần đông nam của tiểu bang tại ranh giới Arkansas đến thành phố St. Louis. Tại thành phố này, Xa lộ Liên tiểu bang 44 nhập vào I-55, và cả hai nhập với Xa lộ Liên tiểu bang 64 và Xa lộ Liên tiểu bang 70, rồi qua Sông Mississippi vào tiểu bang Illinois.
Trong số các thành phố và thị trấn tại Missouri được I-55 phục vụ là Sikeston, Cape Girardeau, và St. Louis.
Như ghi chú ở trên, I-55 chạy song song với Quốc lộ Hoa Kỳ 61 phần lớn đoạn đường đi qua tiểu bang Missouri từ ranh giới Arkansas đến phần phía nam của Quận St. Louis.

### Illinois

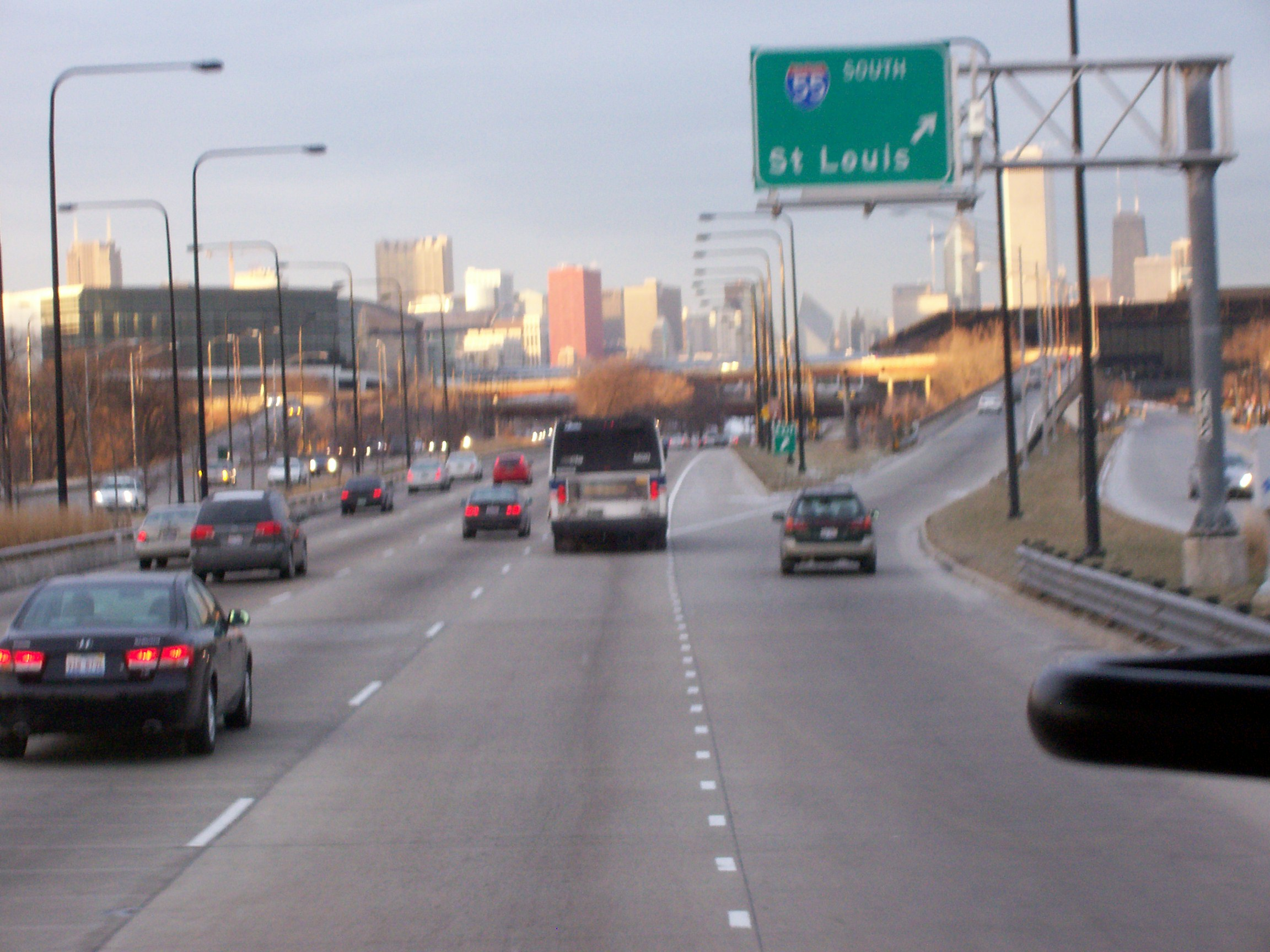
Đầu phía bắc tại Đường Lake Shore/Quốc lộ Hoa Kỳ 41 trong thành phố Chicago.

I-55 phần lớn đi theo cựu Quốc lộ Hoa Kỳ 66 khi đi qua tiểu bang Illinois. Vào Illinois từ phía nam, gần nơi chia tách I-270/I-70, I-55 được gọi tên là Xa lộ cao tốc Paul Simon, theo tên của cựu Dân biểu Hoa Kỳ Paul Simon đại diện cho vùng này. Xa phía bắc, giữa vùng St. Louis và Springfield, I-55 được gọi tên là Xa lộ cao tốc Vince Demuzio, theo tên của chính trị gia tiểu bang Illinois, Vince Demuzio. I-55 đi song song với Quốc lộ Hoa Kỳ 66 lịch sử từ East St. Louis đến Joliet, Illinois. Nó vòng ngang thủ phủ tiểu bang, Springfield và cả thành phố Bloomington.
Khi xa lộ cao tốc này được dự định xây vào thập niên 1960, Thống đốc Illinois Otto Kerner, Jr. đã cố gắng đưa nó đến gần thành phố lớn hơn là Peoria thay vì con đường đi theo một đường thẳng hơn qua vùng Bloomington-Normal. Kế hoạch này cuối cùng bị thất bại và báo chí thường gọi mĩa may nó là "Khúc cong Kerner". Nhu cầu giao thông bằng xa lộ cao tốc nối liền thành phố Springfield và thành phố Peoria sau đó được lấp đầy bằng xa lộ nhánh ngắn là Xa lộ Liên tiểu bang 155. Xa lộ này cũng nối với thành phố Lincoln và thành phố Morton lân cận và hình thành một tam giác giữa ba trung tâm dân số tại miền Trung Illinois.
Tại vùng Chicago, xa lộ cao tốc được gọi là Xa lộ cao tốc Adlai E. Stevenson để vinh danh Adlai E. Stevenson II.

## Các xa lộ giao cắt chính
- Đầu phía nam: Xa lộ Liên tiểu bang 10 tại Laplace, Louisiana
- Xa lộ Liên tiểu bang 12 tại Hammond, Louisiana
- Xa lộ Liên tiểu bang 20 tại Jackson, Mississippi (hai xa lộ này trùng một đoạn dài 2 dặm (3 km))
- Xa lộ Liên tiểu bang 220 tại Ridgeland, Mississippi
- Xa lộ Liên tiểu bang 69 tại Hernando, Mississippi
- Xa lộ Liên tiểu bang 240 tại miền nam Memphis, Tennessee
- Xa lộ Liên tiểu bang 40 tại West Memphis, Arkansas (hai xa lộ này trùng một đoạn dài 3 dặm.)
- Xa lộ Liên tiểu bang 155 tại Hayti, Missouri
- Xa lộ Liên tiểu bang 57, phía đông Sikeston, Missouri
- Xa lộ Liên tiểu bang 270 và Xa lộ Liên tiểu bang 255 tại Mehlville, Missouri, ngay phía nam St. Louis, Missouri (cả hai điểm giao cắt nằm cùng nút giao thông lập thể)
- Xa lộ Liên tiểu bang 44 tại St. Louis, Missouri
- Xa lộ Liên tiểu bang 64 tại St. Louis. Hai xa lộ này trùng nhau ngang Sông Mississippi đến East St. Louis, Illinois.
- Xa lộ Liên tiểu bang 70 tại St. Louis. Hai xa lộ này trùng nhau cho đến lối ra gần Troy, Illinois.
- Xa lộ Liên tiểu bang 255, ngay phía tây Collinsville, Illinois
- Xa lộ Liên tiểu bang 270, phía đông Glen Carbon, Illinois
- Xa lộ Liên tiểu bang 72 tại Springfield, Illinois (trùng nhau khoảng 6 dặm)
- Xa lộ Liên tiểu bang 155, phía tây Lincoln, Illinois
- Xa lộ Liên tiểu bang 74 tại Bloomington (trùng nhau 6 dặm)
- Xa lộ Liên tiểu bang 39 tại Bloomington
- Xa lộ Liên tiểu bang 80 tại Joliet, Illinois
- Xa lộ Liên tiểu bang 355 tại Bolingbrook, Illinois
- Xa lộ Liên tiểu bang 294 tại Burr Ridge, Illinois
- Xa lộ Liên tiểu bang 90 và Xa lộ Liên tiểu bang 94 (Xa lộ cao tốc Dan Ryan) tại Chicago
- Điểm đầu phía bắc: Quốc lộ Hoa Kỳ 41 tại Chicago

## Các xa lộ phụ
- Xa lộ nhánh ngắn đi đến Jonesboro, Arkansas - Xa lộ Liên tiểu bang 555 (I-555), đang xây dựng
- Caruthersville, Missouri đến Dyersburg, Tennessee - Xa lộ Liên tiểu bang 155
- Vùng St. Louis, Missouri - Xa lộ Liên tiểu bang 255 (I-255)
- Xa lộ nhánh ngắn Peoria, Illinois - Xa lộ Liên tiểu bang 155
- Tại các khu ngoại ô phía tây nam thành phố Chicago - Xa lộ Liên tiểu bang 355 (I-355)